# مقاطعة ستانلي (كارولاينا الشمالية)
مقاطعة ستانلي (بالإنجليزية: Stanly County)‏ هي إحدى مقاطعات ولاية كارولاينا الشمالية في الولايات المتحدة الأمريكية. مركز المقاطعة أو مقعدها هي مدينة ألبيمارل. تأسست هذه المقاطعة سنة 1841.أصل هذه المقاطعة يأتي من: مقاطعة مونتغومري.